# 제6산악사단 (독일 국방군)
제6산악사단은 1940년 6월에 창설되어 점령군으로 프랑스에 배치되었다. 사단은 같은 해 11월에 폴란드로 이동하여 1941년 봄까지 주둔하던 중, 발칸 반도 전역 중 그리스 침공 작전에 투입되었다. 이후에는 스칸디나비아반도에 배치되었으나 큰 전투는 치르지 않은 채 영국군에게 항복하였다.
- 1941년 9월 - 핀란드 북부로 재배치. 이곳에서 무르만스크 서쪽 랩랜드에서 작전을 수행하였다.
- 1942년 7월 - 대서양 연안을 따라 전개된 20 산악군에 배속되었다.
- 1944년 말 - 독일군이 핀란드에서 철수할 때 노르웨이로 철수하였다.
- 1945년 - 전쟁 종결과 함께 노르웨이에서 영국군에게 항복하였다.